# 315493 Zimin
315493 Zimin este o planetă minoră (asteroid) din centura de asteroizi. A fost descoperită pe 6 ianuarie 2008 la Spețialnaia astrofiziceskaia observatoria RAN⁠(d) de Stanislav Aleksandrovitsj Korotkiy⁠(d). 
Obiectul prezintă o orbită caracterizată de o semiaxă mare de 2,4357111944963 UAi, o excentricitate de 0,08, o înclinație de 6,6 ° în raport cu ecliptica.